# Chiesa di San Martino (Vigevano)
La chiesa di San Martino è un edificio religioso sito a Vigevano.

## Descrizione e storia

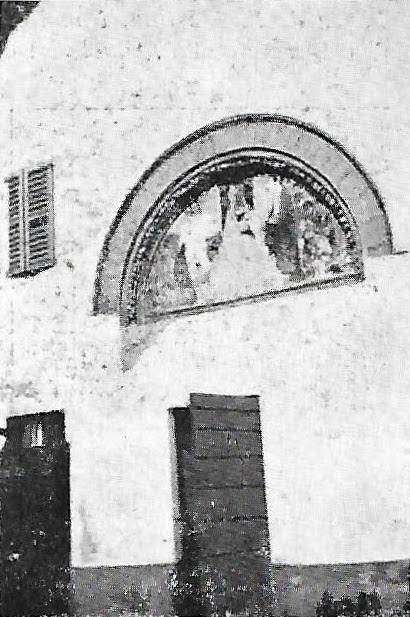
L'antica facciata della chiesa, prima delle modifiche.

Oggi sconsacrata, la chiesa di San Martino si trova in un cortile chiuso con cancello, in fondo a via Palestro. Era un antico titolo della pieve collegiata di Sant'Ambrogio.
Secondo alcuni storici, potrebbe essere la matrice di tutte le chiese di Vigevano, con il nome di San Pietro. Nel primo documento ufficiale in cui si parla di Vigevano (anno 963) si parla di un arciprete Grauso, "arciprete presso la chiesa di S. Pietro in Vico e custode di una basilica in castro Vicogeboin dedicata a S. Ambrogio...". Secondo Alessandro Colombo, la chiesa fu la basilica in cui officiarono i vescovi di una presunta diocesi dei Piccolini, con il nome di San Pietro in silva carbonaria; infine, un affresco sulla parete sinistra dell'abside, ancora ben conservato, raffigurante San Pietro, comproverebbe tale dedicazione. Ma si tratta di supposizioni.
Di certo si sa quanto riferisce Simone dal Pozzo, che scrive: "La Chiesa di S. Martino è molto antiqua, quale ha dato nome alla porta della città sotto questo nome. Avanti l'anno 1517 era di tagulle como S. Michele". Nel 1517 il Comune fece voto di restaurarla durante una feroce pestilenza. Allora fu usata come cimitero. Dopo il voto, passata la pestilenza, "subito con offerte si getò a terra lo antiquo Edifizio e si riformò in quella maniera che si vede".
Fu consacrata nel 1508 dal Vescovo di Novara. È di quell'epoca l'affresco sul portale della facciata, raffigurante la Madonna seduta, col Bambino, tra i santi Rocco e Martino, ed un'altra Santa che tiene un cestello di fiori. Altri affreschi, abbastanza ben conservati, si trovano all'interno sulla parete sinistra della navata; all'interno sono anche visibili dei graffiti ornamentali. Interessante è anche la volta a "vela" della sacrestia.
Fu visitata da San Carlo nel 1578: allora era tenuta dai Francescani o dai Cappuccini. Si hanno ancora notizie di restauri al campanile nell'anno 1669.
Nel 1810 fu soppressa e venduta, essendo allora di patronato della Sacrestia della Chiesa di Sant'Ambrogio.